# Telamonia caprina
Telamonia caprina es una especie de araña saltarina del género Telamonia, familia Salticidae. Fue descrita científicamente por Simon en 1903.
Habita en China y Vietnam.